# Tatra 148
Der Tatra 148 ist die Weiterentwicklung des Tatra 138. Wesentliche Entwicklungsziele waren die Erhöhung von Motorleistung und Tragfähigkeit. Äußerlich unterscheidet sich der Tatra 148 von seinem Vorgänger vor allem durch die geänderte Gestaltung der Motorhaube. Insgesamt wurden 113.647 Fahrzeuge in verschiedenen Ausführungen gebaut.

## Produktion
Die ersten Fahrzeuge dieses Typs wurden bereits 1969 gebaut, die volle Serienproduktion begann 1972, nach Einstellung des Tatra 138. Im Jahr 1971 beschloss der RGW, das Tatra-Werk auf die Produktion von geländegängigen LKW mit Nutzlasten ab 12 t zu spezialisieren. Als Konsequenz daraus wurden zwischen 1972 und 1982 in Kopřivnice und mehreren anderen Städten der damaligen ČSSR neue Produktionsstätten gebaut. Ziel war es, die Produktionskapazitäten bei Tatra auf 15.000 Fahrzeuge pro Jahr zu erhöhen. Im Jahr 1972 wurden 6.328 Tatra 148 gebaut, die jährliche Stückzahl von 10.000 Fahrzeugen wurde erstmals 1977 überschritten. Bis zur Produktionseinstellung im Jahre 1982 wurden insgesamt 113.647 Tatra 148 in verschiedenen Ausführungen hergestellt. Auch dieser Typ wurde mit Ausnahme der 4×4-Sattelzugmaschine ausschließlich als allradgetriebener Dreiachser (6×6) gebaut. Gleichzeitig mit der Erhöhung der Produktionskapazitäten begann Anfang der 1970er Jahre auch die Entwicklung eines neuen Typs, des Tatra 815.

## Ausführung
Die wichtigsten Ausführungen des Tatra 148 waren:
- Hinterkipper und Dreiseitenkipper (S1 und S3)
- Pritschenwagen (militärisch und zivil)
- Sattelzugmaschine zwei- und dreiachsig (NT 4×4 und NT 6×6)
- Tankwagen (militärisch und zivil)
- Fahrgestelle für Feuerwehraufbauten
- Fahrgestelle für Autokran und Autobagger (Baggeraufbauten)

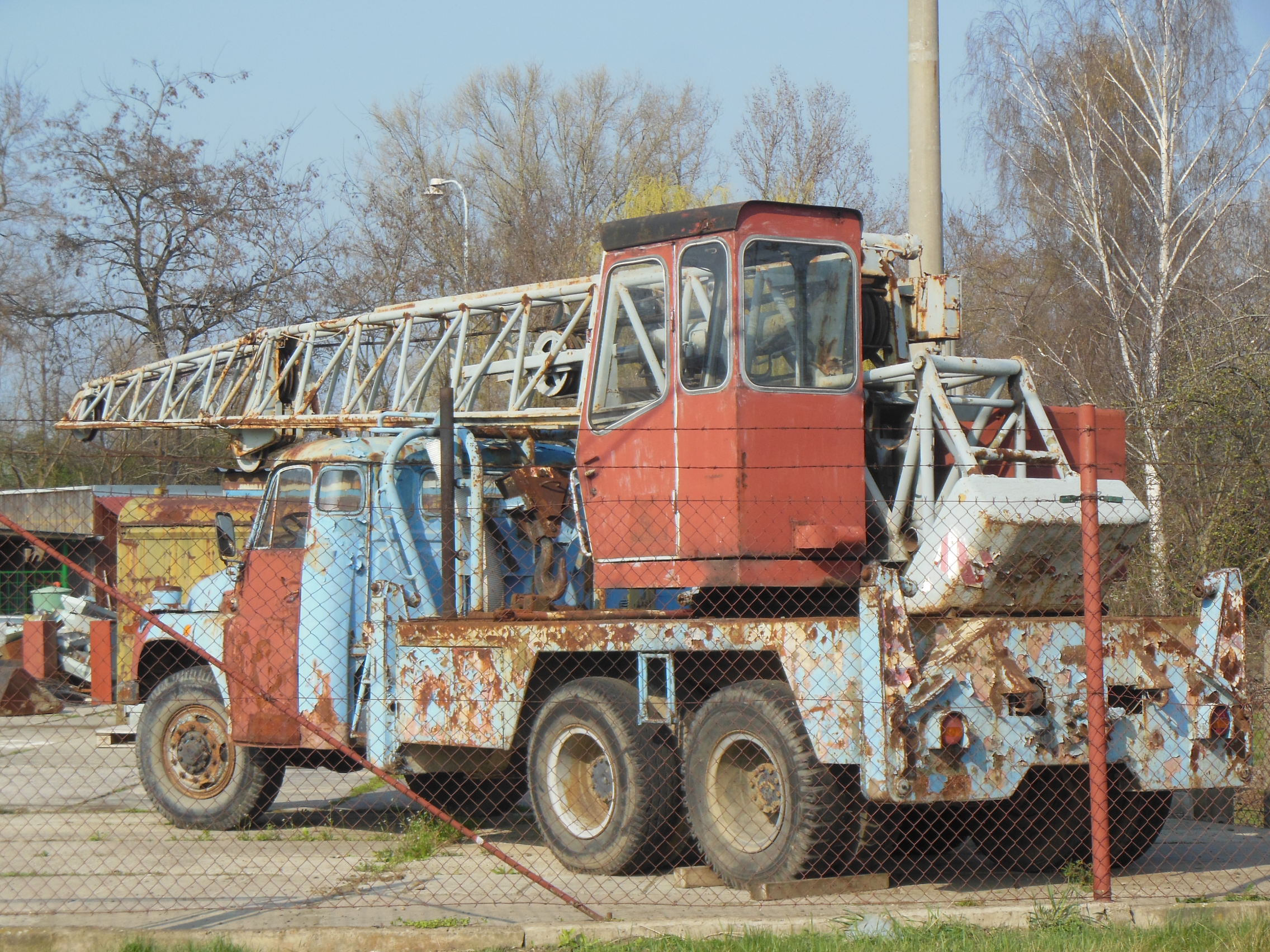
Tatra-148-Autokran
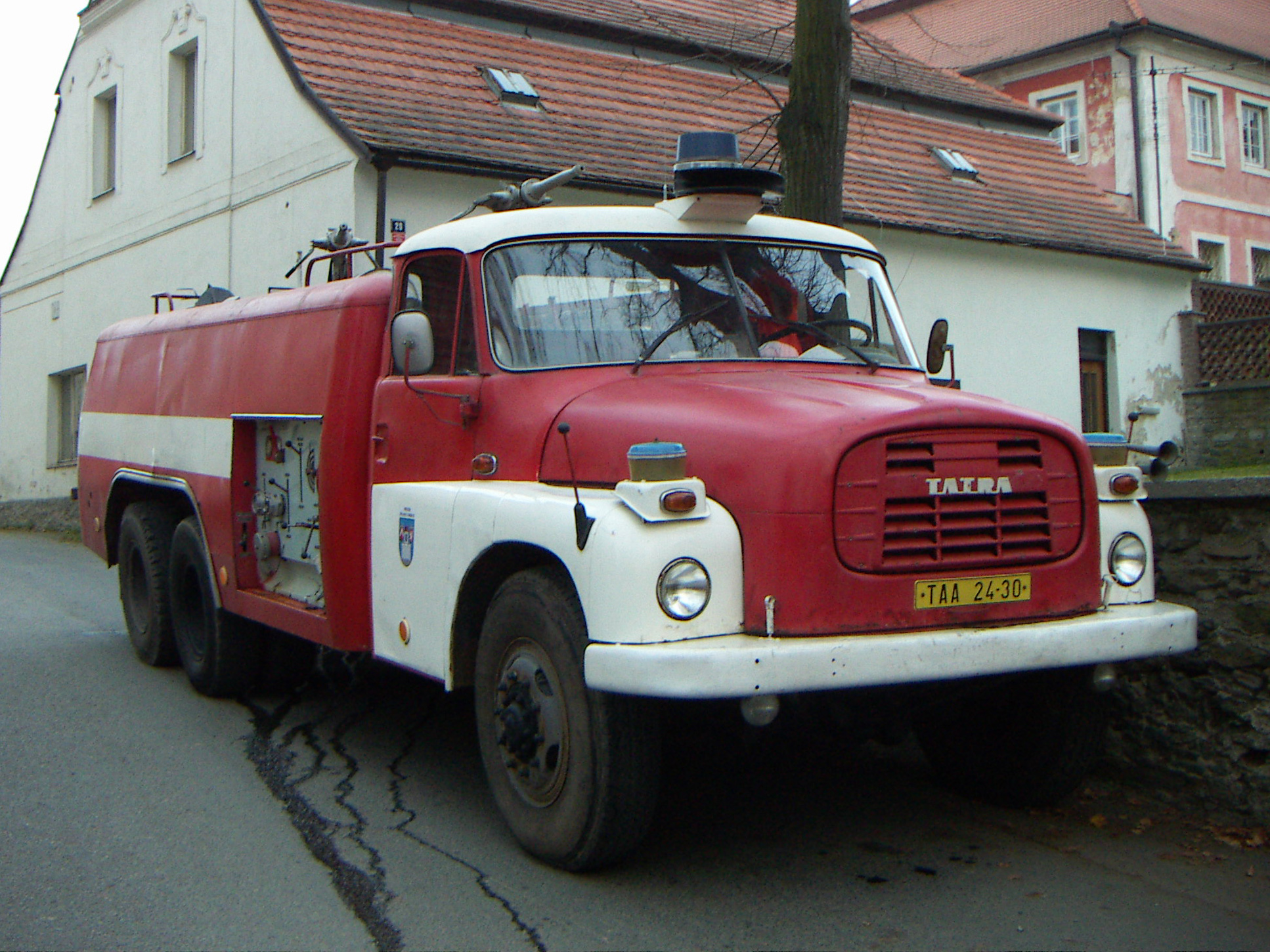
Tatra 148 mit Feuerwehraufbau von Karosa
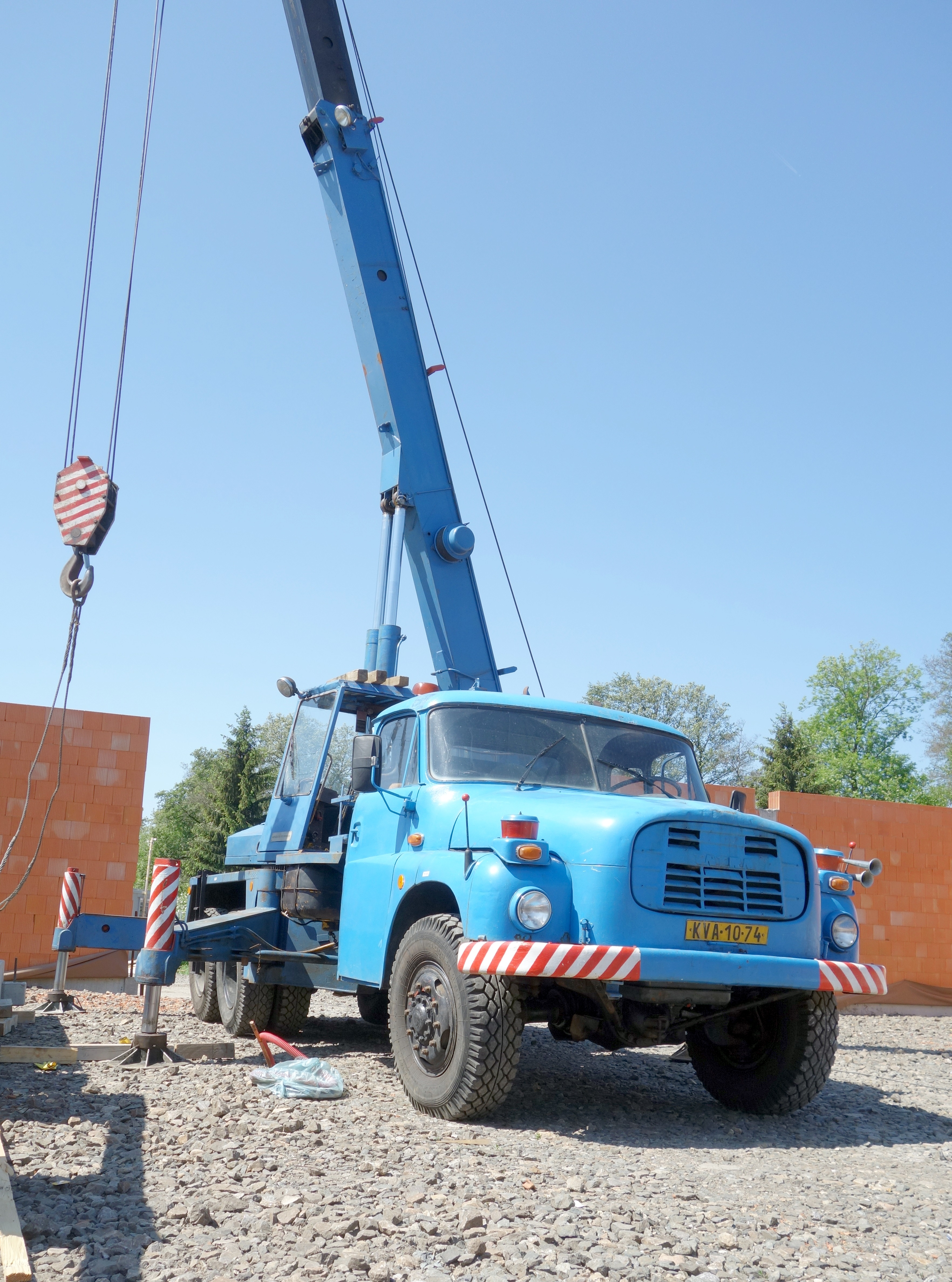
Tatra 148 auf einer Baustelle in Ostrov (2018)
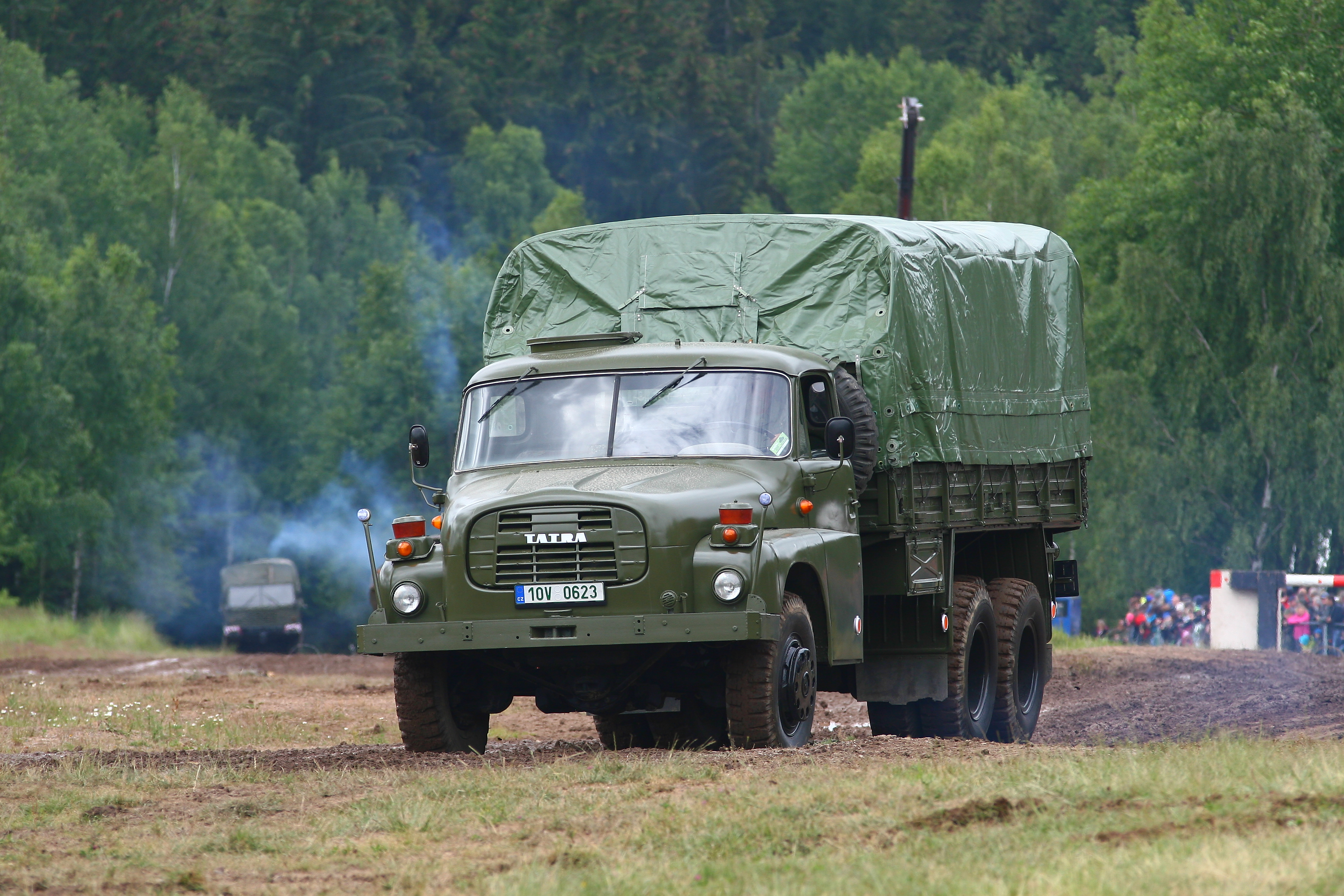
Tatra 148 VNM

Daneben gab es zahlreiche weitere Ausführungen, darunter auch einen Hubkipper, dessen 6 m³-Ladefläche mit 9,4 t Nutzmasse auf knapp 4 Meter angehoben und anschließend noch im Kippwinkel von 45° entleert werden konnte.